# Kikoriki: Déjà-Vu
Kikoriki: Déjà-Vu (originalment en rus, Смеша́рики. Дежавю; transcrit Smeixàriki. Dejaviu) és una pel·lícula d'animació russa dirigida per Denís Txernov en format 3D, que és la seqüela de la sèrie d'animació Kikoriki i el tercer llargmetratge de la franquícia. Igual que amb la cinta anterior, l'estrena estava prevista a la tardor de 2017, però es va ajornar al 26 d'abril de 2018. L'animació va ser produïda pel grup Riki, que inclou l'estudi Petersburg, creador de Kikoriki. La pel·lícula es va estrenar el maig de 2018. L'estrena del doblatge en català va ser el 19 de novembre de 2021.

## Sinopsi
El Krash confia en l'agència Déjà-Vu l'organització d'una festa d'aniversari inoblidable per al Barry, el seu millor amic. Un fatídic accident fa que el viatge a través del temps contractat es converteixi en una aventura per reunir de nou els kikoriki separats per error en diverses èpoques passades: l'edat mesozoica, habitada per dinosaures; l'edat mitjana, amb els seus tornejos de cavallers; l'antiga Xina, amb tot l'exotisme; i el Far West, amb els seus bandits.

## Premis i reconeixements
- 2018 - Multimir: premi de la votació popular per al millor llargmetratge d'animació rus[3]